# Gyurmánczy Attila
Gyurmánczy Attila (1961. –) labdarúgó, csatár.

## Pályafutása
A Rába ETO csapatában mutatkozott az élvonalban 1980. május 17-én a Salgótarján ellen, ahol csapata 4–1-re győzött. 1979 és 1982 között 33 bajnoki mérkőzésen szerepelt győri színekben és öt gólt szerzett. Az 1981–82-es idény bajnokcsapatának a tagja volt. 1984 és 1986 között a Haladás, 1988 és 1989 között a Videoton labdarúgója volt. Utolsó mérkőzésen a Haladás ellen 4–0-ra győzött csapata.

## Sikerei, díjai
- Magyar bajnokság
  - bajnok: 1981–82[1]